# Poncjan (utwór literacki)
Poncjan – polskie tłumaczenie łacińskiego zbioru opowiadań Pontianus. Dicta aut facta septem sapientium, dokonane przez Jana z Koszyczek około 1530.
Do czasów współczesnych zachowało się wydanie z 1540 zatytułowane Poncyjan który ma w sobie rozmaite powieści miłe barzo ku czcieniu wzięte z Rzymskich dzieiow, wydane przez Helenę, wdowę po Florianie Unglerze. Książka znajduje się w Bayerische Staatbibliothek w Monachium, zaś fragmenty w Bibliotece Jagiellońskiej w Krakowie. Kolejne wydania ukazywały się od XVI do XIX wieku.
Zbiór opowiadań Pontianus cieszył się w średniowieczu popularnością. Zbiegły się w nim wątki pochodzące z różnych tradycji. Opowieści wywodzące się z tradycji starożytnego Wschodu zostały wkomponowane w historię o niewiernej żonie (prawdopodobnie pochodzącą z Indii z V w. p.n.e.). Na Zachodzie połączono je z biblijnym wątkiem Józefa i żony Potifara. Łaciński zbiór był wielokrotnie kopiowany w XV w., zaś drukiem ukazał się w 1475. Z wydania drukowanego wywodzi się wersja wykorzystana przez polskiego tłumacza.
Zbiór opowiada o królewiczu Dioklecjanie, oskarżonym przez młodą macochę o nastawanie na jej cnotę. Król wydaje wyrok śmierci na syna, jednak doradcy odwlekają jego wykonanie, opowiadając historie o żonach oszukujących mężów. Królowa zaś opowiada o złych synach i nielojalnych podwładnych. Na koniec przemawia sam królewicz, odzyskując zaufanie ojca.